# Grupo La Leyenda
Grupo La Leyenda es una agrupación de música regional mexicana especializada en el género norteño. Fue fundada el 21 de septiembre del año 1995 en la ciudad de Monterrey, Nuevo León, México. Toman su nombre principalmente, ya que Eliseo Robles Jr., vocalista y bajo sexto es hijo del también cantante y músico Eliseo Robles, quien por años acompañaría a la agrupación de Ramón Ayala hasta el año 1988 para luego formar su propia agrupación (Eliseo Robles y Los Bárbaros del Norte), y que se ha convertido en una leyenda de la música norteña. Ya con presentaciones en México y los Estados Unidos, el grupo La Leyenda se ha posicionado como uno de los grandes grupos en su género y las ventas de su álbum 777 en México y los Estados Unidos, y iTunes les otorgó un triple disco de oro por las altas ventas.

## Álbumes

### Álbumes De Estudio
- Necesito Un Amor (2003)[1]
- Algo en ti (2005)[2]
- La única estrella (2006)[3]
- En tus manos (2007)[4]
- Conquistándote (2009)[5]
- Más Fuerte Que Hércules (2011)[6]
- 777 (2012)[7]
- Nada Es Nuestro ft Triny  (2013)
- La Neta Del Planeta  (2014)

### Álbumes en vivo
- La Leyenda En Vivo (2012)

### Álbumes recopilatorios
- Tesoros De Colección (2015)

### Fotógrafo
http://bryaanmart.com

## Aparece Encendido
- DJ El Bambino Presenta Los Cortavenas (2011)
- Entre Amores y El Desmadre (2013)
- Los Grandes De Tierra Caliente (2013)
- Rayados Es Pasión En La Vida y En La Cancha (2014)
- 4808 Chingadazos Musicales Vol. 1 (2014)
- 30 de Febrero (2014)
- Efectos Secundarios (2014)
- Grandes de Tierra Caliente Vol. 2 (2014)
- 30 Éxitos del Norteño con Carlos y José, Los Invasores de Nuevo León, Gerardo Ortiz, y Más (2015)

## Sencillos
| Año  | Nombre                                  | Álbum                   |
| ---- | --------------------------------------- | ----------------------- |
| 2017 | Hasta Cuando Vas al Baño                | 10 + 10                 |
| 2003 | Necesito Un Amor                        | Necesito Un Amor        |
| 2003 | ¿Acaso piensas?                         | Necesito Un Amor        |
| 2003 | A nadie como tu                         | Necesito Un Amor        |
| 2005 | Hay algo en ti""                        | Algo En Ti              |
| 2005 | Amarrado                                | Algo En Ti              |
| 2005 | Solo pienso en ti                       | Algo En Ti              |
| 2005 | Corazón suicida                         | Algo En Ti              |
| 2006 | La estrella                             | La Única Estrella       |
| 2006 | No me vayas a dejar                     | La Única Estrella       |
| 2006 | Para quererte más                       | La Única Estrella       |
| 2007 | El teléfono                             | En Tus Manos            |
| 2007 | Para reconquistarte                     | En Tus Manos            |
| 2007 | Ya no te aguanto                        | En Tus Manos"           |
| 2009 | Te voy a cambiar                        | Conquistándote          |
| 2009 | Conquistándote                          | Conquistándote          |
| 2009 | Atáscate que hay lodo                   | Conquistándote          |
| 2011 | Se me clava (con Beto Zapata de Pesado) | Más Fuerte Que Hércules |
| 2011 | Te Tengo Bien Odiada                    | Más Fuerte Que Hércules |
| 2011 | Mas Fuerte Que Hercules                 | Más Fuerte Que Hércules |
| 2012 | Por Eso Te Destroce El Corazón          | 777                     |
| 2012 | Con Cualquiera (con Genitallica)        | 777                     |
| 2012 | El corazón y yo                         | 777                     |
| 2012 | No debería amarte                       | 777                     |
| 2014 | Que te lleve la tristeza                | La Neta Del Planeta     |